# Peter Lord
Peter Lord CBE (Bristol, 4 de novembro de 1953) é um animador, diretor, produtor, escritor e cineasta britânico.

## Trabalhos
| Ano  | Título                                         | Atuação                             | Notas                              | Prêmios                                                            |
| ---- | ---------------------------------------------- | ----------------------------------- | ---------------------------------- | ------------------------------------------------------------------ |
| 1993 | Wallace & Gromit: The Wrong Trousers           | Produtor Executivo                  |                                    | Venceu - Oscar de Melhor Curta-Metragem de Animação Para Nick Park |
| 2000 | Chicken Run                                    | Produtor                            | Primeiro longa-metragem da Aardman |                                                                    |
| 2005 | Wallace & Gromit: The Curse of the Were-Rabbit | Produtor                            |                                    | Venceu - Oscar de Melhor Filme de Animação Para Nick Park          |
| 2006 | Flushed Away                                   | Produtor                            |                                    |                                                                    |
| 2010 | Wallace & Gromit: A Matter of Loaf and Death   | Produtor Executivo                  |                                    | Indicado - Oscar de Melhor Curta-Metragem de Animação              |
| 2011 | Arthur Christmas                               | Produtor Executivo                  |                                    |                                                                    |
| 2012 | The Pirates! In an Adventure with Scientists   | Diretor Produtor Produtor Executivo |                                    | Indicado - Oscar de Melhor Filme de Animação                       |
| 2018 | Early Man                                      | Produtor                            |                                    |                                                                    |

## Prêmios e indicações
| Ano  | Prêmio | Indicação                                  | Resultado | Notas                                        |
| ---- | ------ | ------------------------------------------ | --------- | -------------------------------------------- |
| 1992 | Oscar  | Oscar de Melhor Curta-Metragem de Animação | Indicado  | Adam                                         |
| 1997 | Oscar  | Oscar de Melhor Curta-Metragem de Animação | Indicado  | Wat's Pig                                    |
| 2013 | Oscar  | Oscar de Melhor Filme de Animação          | Indicado  | The Pirates! In an Adventure with Scientists |